# Римар Ігор Віталійович
І́гор Віта́лійович Ри́мар (9 липня 1962, Могилів-Подільський — 27 липня 2014 Лутугине) — старший лейтенант запасу Збройних сил України, учасник російсько-української війни.

## Короткий життєпис
Народився 1962 року в місті Могилів-Подільський. Навчався у вищому військово-інженерному училищі, служив у Красноярську, командир відділення. Після розпаду СРСР переїхав до Києва, працював приватним підприємцем.
Учасник Євромайдану, 18-та сотня.
8 травня 18-та сотня поїхала тримати оборону під Луганськом, був сапером. Начальник інженерної служби, 24-й батальйон територіальної оборони «Айдар».

Вояки «Айдару» Коврига Сергій (Лялік) і старший лейтенант Римар Ігор (Сірко) за день до загибелі

Загинув 27 липня 2014-го в часі проведення операцій під Луганськом, район Лутугине — Успенка — Георгіївка, при обстрілі терористами з «Градів», травма голови з пошкодженням кісток черепа, у Римаря ще й вибухнула граната. Того дня у боях також загинули айдарівці підполковник Сергій Коврига, старший прапорщик Сергій Шостак, сержант Микола Личак, старший солдат Іван Куліш, солдати Іолчу Алієв, Віталій Бойко, Ілля Василаш, Михайло Вербовий, Олександр Давидчук, Орест Квач, Станіслав Менюк.
Похований у Києві, Байкове кладовище. Колумбарій № 15, ряд 7, місце 10.
Без Ігоря лишились дружина, син 1987 р.н., невістка та онука.

## Нагороди
За особисту мужність і героїзм, виявлені у захисті державного суверенітету та територіальної цілісності України, вірність військовій присязі під час російсько-української війни
- нагороджений орденом Богдана Хмельницького III ступеня (26.2.2015, посмертно).

## Пам'ять
- 24 серпня 2016 року в Могилеві-Подільському, біля входу до міського парку відкрито Меморіал пам'яті героїв АТО, серед них і ім'я Ігоря Римаря
- У травні 2017 року встановлено пам'ятну дошку Ігореві Римару на будинку СЗШ № 5 м. Могилева-Подільського Вінницької області. Він навчався в цій школі з 1968 по 1978 роки.[1]